# Шалкар (озеро, Західно-Казахстанська область)
Шалкар (Челкар'; каз.  Шалқар) — солонувате озеро, розташоване на території Теректинского району Західно-Казахстанської області у республіці Казахстан на південь від міста Уральськ. Площа водного дзеркала в різні роки змінювалась від 190 до 200 км2.

## Гідрографія
Озеро розташоване на висоті 17,5 метрів над рівнем моря (43 метри над рівнем Каспію). Площа озера складає 205,8 км2 при середній глибині 5 м, максимальна досягає 13 м, ширина — 14,7 км, довжина — 18,4 км. Озеро оточене з півночі солончаками. Живлення снігове і підземне. Найвищі рівні озера спостерігаються у травні, коливання яких можуть досягати 1,8-2,0 м. Озеро замерзає пізно — у листопаді, розкривається також пізно — у травні. Через маловодність стоку вода озера непридатна для пиття: навесні під час наявності стоку в Урал вона солонувата, до кінця літа стає гірко-солона. Осолонено менш інших водойм (S = 5,9-6,59 ‰). 
Озеро Шалкар неодноразово вивчалося як реліктова водойма Прикаспійської низовини. Дно біля берега вкрите чорним мулом і піском. Центральна частина дна озера вистелена світло-сірим рідким мулом. У озеро впадають маловодні річки Шолак Анкати (Мала Анкати) і Єсень Анкати (Велика Анкати), випливає пересихаюча річка Солянка (басейну річки Урал). Влітку вода Шалкар, незважаючи на глибину (понад 13 м), сильно прогрівається до дна, а в спекотны дні температура води піднімається до +38 °С. Кисневий режим задовільний, проте у найспекотніші роки влітку при відсутності вітру можливе застоювання води, яке супроводжується запахом сірководню.  

## Флора і фауна
Як і багато інших солоних озер Казахстану, озеро Шалкар багате рибою, у ньому водяться лящ, сазан, лин, окунь, щука, сом і бички. В очеретяних заростях, що оточують озеро, водиться безліч водоплавної птиці.

## Сейсмоактивність
У районі озера трапляються землетруси. Найсильніший з них відбувся 26 квітня 2008 року магнітудою 5,3 і інтенсивністю в епіцентрі 7 балів. Землетрус, найімовірніше, має тектонічну природу.

## Туризм
Озеро Шалкар є популярним місцем туризму казахстанців. Солонувата вода і мул озера вважаються лікувальними. Озеро розташовано у 75 км від Уральська, до нього веде асфальтована дорога, проте інфраструктура відпочинку не розвинена. Туристи розміщуються у наметах та юртах. 2014 року керівництво Західно-Казахстанської області презентувало програму створення на березі озера Шалкар цілорічного курорту із розвиненою інфраструктурою відпочинку, яка б включала п'ятизірковий готель та гірськолижний курорт. Проект знаходиться на стадії пошуку інвестора.